# Nouveau riche
Nouveau riche (Frans: nieuwe rijke, beschikkend over nieuw geld) is een term voor een persoon die in korte tijd tot een hoger welvaartsniveau is opgeklommen en zijn geld op een demonstratieve wijze uitgeeft. Een gedeeltelijk synoniem is parvenu, ook iemand die snel rijk geworden is en zich op die rijkdom laat voorstaan. 
In het Frans wordt het enkelvoud ook gebruikt om de groep als geheel aan te duiden: le nouveau riche betreft de nieuwe rijken als verzamelnaam. Het adjectief nouveau heeft als connotatie dat zulke personen uit een lagere sociale klasse afkomstig zijn, maar niet ten volle de normen en waarden van de hogere sociale klasse kennen of volgen. Zij missen doorgaans de omgangsvormen van de sociale laag waartoe zij op grond van hun bezit menen te behoren. In het bijzonder onderkennen zij betrekkelijke waarde van geld niet, zodat zij daarmee niet op een waardige manier omgaan. Mensen met oud geld, dat wil zeggen met familiekapitaal al in eerdere generaties verworven, zouden juist veel minder de neiging hebben hun rijkdom tentoon te spreiden.
In de 18e eeuw trachtten families met oud geld zich te verheffen boven de nouveaux riches door hun voorouderlijke woningen zorgvuldig te onderhouden. Zij konden zich zo door hun familiegeschiedenis onderscheiden. In de Nederlandse Republiek gold dit voor de adel ten opzichte van rijke Amsterdamse kooplui.

## Klassieke oudheid
De notie nieuwe rijke bestond al in het oude Griekenland. In de 6e eeuw v.C. thematiseerde de dichter-aristocraat Theognis van Megara de bezorgdheid van de oude adel (de goeden) over de toenemende invloed van de nieuwe geldbezitters, afkomstig uit lagere standen (de slechten). Hij schreef hoe er eertijds een stam bestond “die geen wetten of manieren kende. Thans zijn deze lieden edelen en de adel van vroeger vormt nu het uitschot”.
In de Romeinse republiek werd een enigszins vergelijkbare term als homo novus (nieuwe man) gebruikt.

## Literaire voorbeelden
In de klassieke schelmenroman Satyricon werd de figuur opgevoerd in het personage van Trimalchio. Bekende voorbeelden van nouveaux riches in de modernere literatuur zijn bijvoorbeeld Monsieur Jourdain uit Molières Le bourgeois gentilhomme en Jay Gatsby uit de roman De grote Gatsby van F. Scott Fitzgerald.

## Beroepsgroepen
Regelmatig worden beroemdheden uit de film- of popmuziekwereld als nouveaux riches aangeduid. Ook zelfstandigen en zakenmensen die rijk geworden zijn, worden vaak als nouveaux riches bestempeld. 